# Gliese 282
Gliese 282 è una stella multipla relativamente vicina alla Terra, che si trova ad una distanza di circa 46 anni luce dal sistema solare.
Pur non trattandosi di una stella debolissima, appartiene infatti alla sequenza principale, non è sufficientemente luminosa per essere visibile ad occhio nudo dalla superficie della Terra. La sua magnitudine apparente è 7,26, mentre la magnitudine assoluta è 6,52. La classe spettrale della componente A è stimata essere K2-V, quella della componente B K5. Le due componenti sono distanziate tra loro di 824 UA, tuttavia un'altra stella, una nana rossa M1.5Ve, sembra condividere lo stesso moto proprio di AB, nonostante disti da esse 1.09°, che a quella distanza si traduce in 0,9 anni luce. Se anche questa componente è effettivamente legata al sistema, questi risulta uno dei più estesi sistemi stellari conosciuti.